# Scacchistica Partenopea
Scacchistica Partenopea – włoski klub szachowy z siedzibą w Neapolu.

## Historia
Klub powstał w 1996 roku z połączenia klubów GS Vomero i GS Napoletano. W 2011 roku klub wystąpił w Serie Master, jednak spadł wówczas z ligi. W 2013 roku powrócił do Serie Master. W sezonie 2018 zespół zajął trzecie miejsce w lidze. Następnie zespół wycofał się z Serie Master i rywalizował w Serie A1. W 2021 roku Partenopea powróciła do Serie Master. W sezonie 2022 klub wygrał grupę B i po play-offach zajął trzecie miejsce w klasyfikacji.

## Arcymistrzowie w historii klubu
- Alberto David[10]
- Stefan Đurić[4]
- Viorel Iordăchescu[11]
- Michał Krasenkow[12]
- Dimitrios Mastrowasilis[10]
- Lexy Ortega[13]
- Renier Vázquez Igarza[13]